# Agunnaryds församling
Agunnaryd (uttalas [agu´nnaryd]) är en församling i Ryssby pastorat i Allbo-Sunnerbo kontrakt i Växjö stift i Svenska kyrkan. Församlingen ligger i Ljungby kommun i Kronobergs län.

## Administrativ historik
Församlingen har medeltida ursprung. Församlingen utgjorde till 1962 eget pastorat för att därefter bli annexförsamling i pastoratet Ryssby, Tutaryd och Agunnaryd.

## Kyrkor
- Agunnaryds kyrka